# دارين ماكغافين
دارين ماكغافين (بالإنجليزية: Darren McGavin)‏ (و. 1922 – 2006 م) هو ممثل تلفزي، وممثل أفلام، وكاتب سيناريو، ومنتج أفلام أمريكي، ولد في سبوكين، بدأ مشواره المهني سنة 1940، توفي في لوس أنجلوس، عن عمر يناهز 84 عاماً.

## التعليم
تعلم في جامعة المحيط الهادئ
.

## جوائز
حصل على جوائز منها:

جائزة إيمي

## وصلات خارجية
- دارين ماكغافين على موقع IMDb (الإنجليزية)
- دارين ماكغافين على موقع ألو سيني (الفرنسية)
- دارين ماكغافين على موقع تيرنر كلاسيك موفيز (الإنجليزية)
- دارين ماكغافين على موقع أول موفي (الإنجليزية)
- دارين ماكغافين على موقع قاعدة بيانات برودواي على الإنترنت (الإنجليزية)
- دارين ماكغافين على موقع قاعدة بيانات الأفلام السويدية (السويدية)
- دارين ماكغافين على موقع إن إن دي بي (الإنجليزية)
- دارين ماكغافين على موقع قاعدة بيانات الفيلم (الإنجليزية)
- دارين ماكغافين على موقع كينوبويسك (الروسية)